# Typhlocirolana gurneyi
Typhlocirolana gurneyi är en kräftdjursart som beskrevs av Emil Racoviţă 1912. Typhlocirolana gurneyi ingår i släktet Typhlocirolana och familjen Cirolanidae. Inga underarter finns listade i Catalogue of Life.